# Eburia macrotaenia
Eburia macrotaenia es una especie de escarabajo longicornio del género Eburia, tribu Eburiini, familia Cerambycidae. Fue descrita científicamente por Bates en 1880.
Se distribuye por El Salvador, Guatemala, México y Nicaragua.

## Descripción
La especie mide 21-25,4 milímetros de longitud. El período de vuelo ocurre en los meses de junio y octubre.